# Chorizo verde
El chorizo verde es una especialidad gastronómica mexicana, concretamente de Toluca de Lerdo. Generalmente se elabora con grasa animal y carne molida de cerdo, aunque también puede ser de res o de ambas. Su característico color verde proviene de una mezcla de condimentos vegetales que le dan también un característico sabor picante. La mezcla resultante se embute en pequeñas porciones unidas por hilo de cocina. Deriva de la receta original de chorizo, embutido procedente de España.

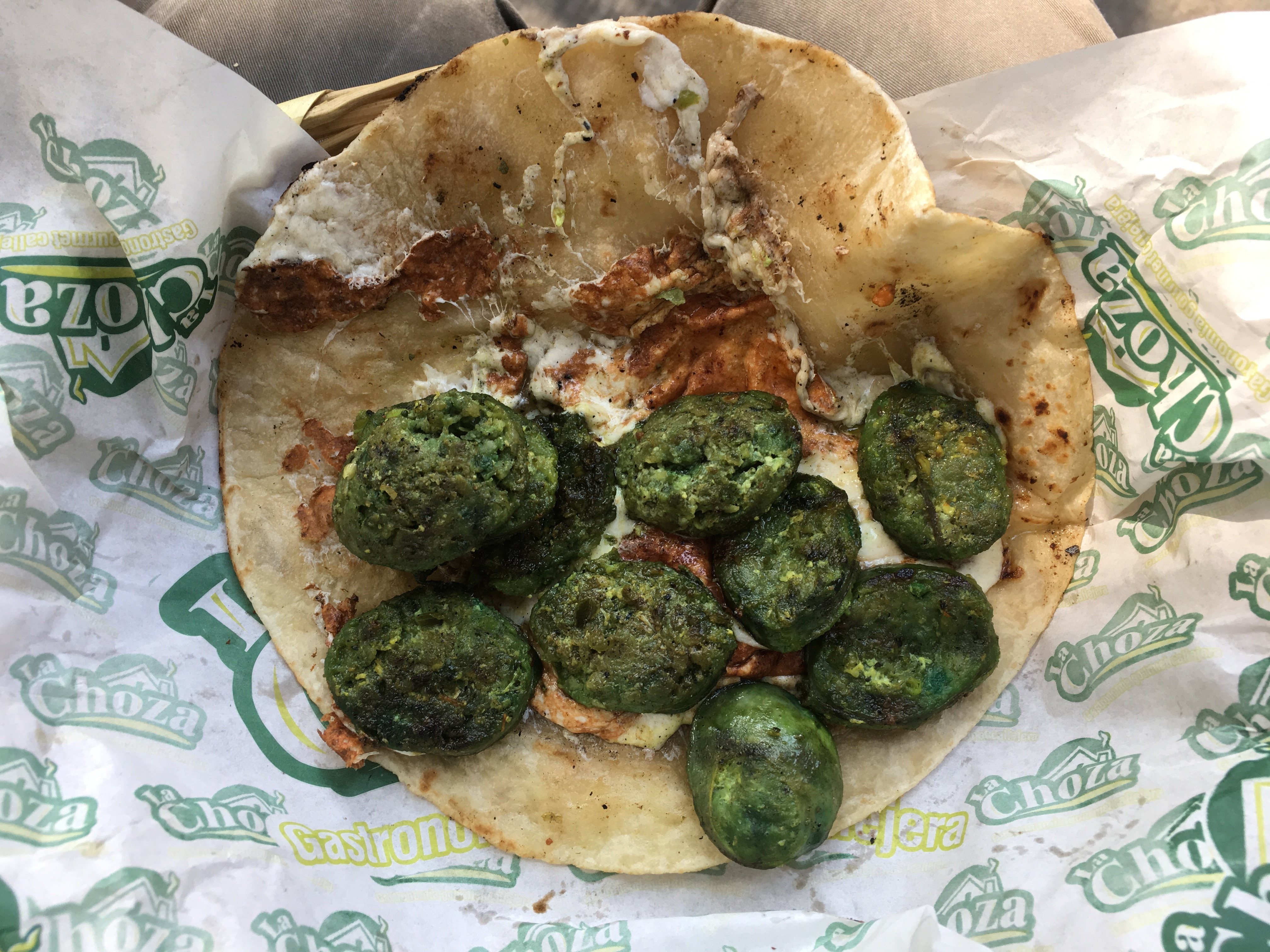
Taco de chorizo verde en Los Ángeles

Se puede servir en diferentes platos: pambazo, en taco, en tlacoyo, revuelto con huevos y/o con papas fritas, para un guiso de lentejas...
Al parecer, esta versión verde del chorizo nació alrededor de los años 60 debido un aumento del precio del pimentón, la principal especia del chorizo rojo. Hoy en día, se trata de una de las preparaciones estrella de Toluca; hasta su equipo de fútbol se hacen llamar Choriceros.